# Tony Award des meilleures lumières pour une comédie musicale
Le Tony Award des meilleures lumières pour une comédie musicale est une récompense annuelle décernée lors des Tony Awards pour la conception de l'éclairage de spectacles musicaux de Broadway. Le prix a été décerné pour la première fois en 2005 après que la catégorie de la meilleure conception d'éclairage a été divisée avec une catégorie dédiée aux pièces de théâtre et une autre aux comédies musicales, chaque genre recevant son propre prix.

## Lauréats et nommés

### Années 2000
| Année                              | Designer                       | Production |
| ---------------------------------- | ------------------------------ | ---------- |
| 2000 – 2004                        | NC                             | NC         |
| 2005 59e cérémonie des Tony Awards |                                |            |
| Christopher Akerlind               | The Light in the Piazza        |            |
| Mark Henderson                     | Chitty Chitty Bang Bang        |            |
| Kenneth Posner                     | Dirty Rotten Scoundrels        |            |
| Hugh Vanstone                      | Monty Python's Spamalot        |            |
| 2006 60e cérémonie des Tony Awards |                                |            |
| Howell Binkley                     | Jersey Boys                    |            |
| Ken Billington et Brian Monahan    | The Drowsy Chaperone           |            |
| Natasha Katz                       | Tarzan                         |            |
| Brian MacDevitt                    | The Color Purple               |            |
| 2007 61e cérémonie des Tony Awards |                                |            |
| Kevin Adams                        | Spring Awakening               |            |
| Christopher Akerlind               | 110 in the Shade               |            |
| Howard Harrison                    | Mary Poppins                   |            |
| Peter Kaczorowski                  | Grey Gardens                   |            |
| 2008 62e cérémonie des Tony Awards |                                |            |
| Donald Holder                      | South Pacific                  |            |
| Ken Billington                     | Sunday in the Park with George |            |
| Howell Binkley                     | In the Heights                 |            |
| Natasha Katz                       | The Little Mermaid             |            |
| 2009 63e cérémonie des Tony Awards |                                |            |
| Rick Fisher                        | Billy Elliot, the Musical      |            |
| Kevin Adams                        | Hair                           |            |
| Kevin Adams                        | Next to Normal                 |            |
| Howell Binkley                     | West Side Story                |            |

### Années 2010
| Année                              | Designer                                         | Production |
| ---------------------------------- | ------------------------------------------------ | ---------- |
| 2010 64e cérémonie des Tony Awards |                                                  |            |
| Kevin Adams                        | American Idiot                                   |            |
| Donald Holder                      | Ragtime                                          |            |
| Nick Richings                      | La Cage aux Folles                               |            |
| Robert Wierzel                     | Fela!                                            |            |
| 2011 65e cérémonie des Tony Awards |                                                  |            |
| Brian MacDevitt                    | The Book of Mormon                               |            |
| Ken Billington                     | The Scottsboro Boys                              |            |
| Howell Binkley                     | How to Succeed in Business Without Really Trying |            |
| Peter Kaczorowski                  | Anything Goes                                    |            |
| 2012 66e cérémonie des Tony Awards |                                                  |            |
| Natasha Katz                       | Once                                             |            |
| Christopher Akerlind               | Porgy and Bess                                   |            |
| Natasha Katz                       | Follies                                          |            |
| Hugh Vanstone                      | Ghost the Musical                                |            |
| 2013 67e cérémonie des Tony Awards |                                                  |            |
| Hugh Vanstone                      | Matilda the Musical                              |            |
| Kenneth Posner                     | Kinky Boots                                      |            |
| Kenneth Posner                     | Pippin                                           |            |
| Kenneth Posner                     | Cinderella                                       |            |
| 2014 68e cérémonie des Tony Awards |                                                  |            |
| Kevin Adams                        | Hedwig and the Angry Inch                        |            |
| Christopher Akerlind               | Rocky the Musical                                |            |
| Howell Binkley                     | After Midnight                                   |            |
| Donald Holder                      | The Bridges of Madison County                    |            |
| 2015 69e cérémonie des Tony Awards |                                                  |            |
| Natasha Katz                       | An American in Paris                             |            |
| Donald Holder                      | The King and I                                   |            |
| Ben Stanton                        | Fun Home                                         |            |
| Japhy Weideman                     | The Visit                                        |            |
| 2016 70e cérémonie des Tony Awards |                                                  |            |
| Howell Binkley                     | Hamilton                                         |            |
| Peggy Eisenhauer et Jules Fisher   | Shuffle Along                                    |            |
| Ben Stanton                        | Spring Awakening                                 |            |
| Justin Townsend                    | American Psycho                                  |            |
| 2017 71e cérémonie des Tony Awards |                                                  |            |
| Bradley King                       | Natasha, Pierre & The Great Comet of 1812        |            |
| Howell Binkley                     | Come from Away                                   |            |
| Natasha Katz                       | Hello, Dolly!                                    |            |
| Japhy Weideman                     | Dear Evan Hansen                                 |            |
| 2018 72e cérémonie des Tony Awards |                                                  |            |
| Tyler Micoleau                     | The Band's Visit                                 |            |
| Kevin Adams                        | SpongeBob SquarePants                            |            |
| Peggy Eisenhauer et Jules Fisher   | Once on This Island                              |            |
| Donald Holder                      | My Fair Lady                                     |            |
| Brian MacDevitt                    | Carousel                                         |            |
| 2019 73e cérémonie des Tony Awards |                                                  |            |
| Bradley King                       | Hadestown                                        |            |
| Kevin Adams                        | The Cher Show                                    |            |
| Howell Binkley                     | Ain't Too Proud                                  |            |
| Peter Mumford                      | King Kong                                        |            |
| Kenneth Posner et Peter Nigrini    | Beetlejuice                                      |            |

### Années 2020
| Année                              | Designer                                       | Production |
| ---------------------------------- | ---------------------------------------------- | ---------- |
| 2020 74e cérémonie des Tony Awards |                                                |            |
| Justin Townsend                    | Moulin Rouge!                                  |            |
| Bruno Poet                         | Tina - The Tina Turner Musical                 |            |
| Justin Townsend                    | Jagged Little Pill                             |            |
| 2022 75e cérémonie des Tony Awards |                                                |            |
| Natasha Katz                       | MJ                                             |            |
| Neil Austin                        | Company                                        |            |
| Tim Deiling                        | Six                                            |            |
| Donald Holder                      | Paradise Square                                |            |
| Bradley King                       | Flying Over Sunset                             |            |
| Jen Schriever                      | A Strange Loop                                 |            |
| 2023 76e cérémonie des Tony Awards |                                                |            |
| Natasha Katz                       | Sweeney Todd: The Demon Barber of Fleet Street |            |
| Ken Billington                     | New York, New York                             |            |
| Lap Chi Chu                        | Camelot                                        |            |
| Heather Gilbert                    | Parade                                         |            |
| Howard Hudson                      | & Juliet                                       |            |
| Natasha Katz                       | Some Like It Hot                               |            |
| 2024 77e cérémonie des Tony Awards |                                                |            |
| Hana S. Kim et Brian MacDevitt     | The Outsiders                                  |            |
| Brandon Stirling Baker             | Illinoise                                      |            |
| David Bengali et Bradley King      | Water for Elephants                            |            |
| Isabella Byrd                      | Cabaret at the Kit Kat Club                    |            |
| Natasha Katz                       | Hell's Kitchen                                 |            |
| 2024 77e cérémonie des Tony Awards |                                                |            |
| Jack Knowles                       | Sunset Boulevard                               |            |
| Tyler Micoleau                     | Buena Vista Social Club                        |            |
| Ben Stanton                        | Maybe Happy Ending                             |            |
| Ruey Horng Sun et Scott Zielinski  | Floyd Collins                                  |            |
| Justin Townsend                    | Death Becomes Her                              |            |